# Церковь Святой Параскевы (Радруж)
Церковь Святой Параскевы (пол. Cerkiew św. Paraskewy) — деревянная церковь XVI века в селе Радруж, Любачувского уезда, Подкарпатского воеводства, Польша. Ранее принадлежала греко-католической церкви, а в настоящее время является музейным объектом.
21 июня 2013 на 37-й сессии Комитета всемирного наследия ЮНЕСКО, проходившей в Камбодже, церковь святой Параскевы, вместе с другими деревянными церквями карпатского региона Польши и Украины, была включена в список всемирного наследия ЮНЕСКО..

## Архитектура
Деревянная церковь в селе Радруж, построена в первой половине XVII века. В ней бабинец и особенно неф имеют формы, пропорции и конструкции такие же, как и в церкви Святого Духа в Потеличе. В этих церквях даже внутри нефа конструкция шатра с пролетами, стойками и косяками одинакова. Видно, что обе церкви строились мастерами одной школы и начальная форма покрытия над алтарем Святодуховской церкви была, пожалуй, такой же, как и в церкви св. Параскевы в Радруже, то есть в виде двускатной крыши и без купола. Такую же форму имею перекрытия алтаря Воздвиженской церкви в Дрогобыче.
Церковь относится к раннему галицкому типу. Высокий сруб квадратного нефа завершен пирамидальным палаточным верхом с одним залом. Церковь окружает крытая галерея, опирающаяся на столбы с подкосами.